# Diapetimorpha simonis
Diapetimorpha simonis är en stekelart som först beskrevs av Marshall 1892.  Diapetimorpha simonis ingår i släktet Diapetimorpha och familjen brokparasitsteklar. Inga underarter finns listade i Catalogue of Life.